# Pseudoceles armeniacus
Pseudoceles armeniacus är en insektsart som beskrevs av Vitaly Michailovitsh Dirsh 1949. Pseudoceles armeniacus ingår i släktet Pseudoceles och familjen gräshoppor. Inga underarter finns listade i Catalogue of Life.